# Ничига
Ничига — река в России. Исток реки находится близ села Дупли Ферзиковского района Калужской области; далее река течёт по территории Алексинского района Тульской области. Устье реки находится в 6 км по левому берегу реки Крушма (притока Оки). Длина реки составляет 14 км. Вдоль течения реки расположены населённые пункты Костомарово, Николаевка и Шутилово.

## Данные водного реестра
По данным государственного водного реестра России относится к Окскому бассейновому округу, водохозяйственный участок реки — Ока от города Калуга до города Серпухов, без рек Протва и Нара, речной подбассейн реки — бассейны притоков Оки до впадения Мокши. Речной бассейн реки — Ока.
Код объекта в государственном водном реестре — 09010100812110000021760.